# العلاقات الألبانية الأمريكية
وُطدت العلاقات بين ألبانيا والولايات المتحدة الأمريكية للمرة الأولى في عام 1912، عقب استقلال ألبانيا عن الإمبرطورية العثمانية، لتنتهي في عام 1939 نتيجة للاحتلال الألماني والإيطالي في الحرب العالمية الثانية، وأُعيد توطيدها في عام 1991 بعد سقوط الشيوعية في ألبانيا وتفكيك الاتحاد السوفييتي.
كلا البلدين عضو في منظمة حلف شمال الأطلسي (الناتو).

## تاريخها

### العلاقات بين عامي 1800 – 1939
وصل المهاجرون الألبانيون إلى الولايات المتحدة في أواسط القرن التاسع عشر، وتركزوا في معظمهم في بوسطن. في بوسطن، بدأت أول صحيفة ألبانية أسبوعية، وهي كومبي (الأمة) النشر في عام 1906. بدأ الاتحاد الألباني الأمريكي لعموم ألبانيا المسمى فاترا في عام 1912 على يد فان إس. نولي وكان نشطًا سياسيًا في إبان الحرب العالمية الأولى. عقب الحرب، عُقد مؤتمر باريس للسلام (1919 -1920) وناقش المجتمع الدولي تقسيم ألبانيا. تدخل الرئيس الأمريكي وودرو ويلسون واعترض على المخططات وأيد سلامة الأراضي الألبانية بتصريحه في 6 مايو 1919 قائلًا: «ألبانيا يجب أن تكون مستقلة». 
كان مؤتمر لوشنيه، المعقود في يناير 1920، برلمانًا ثنائي التمثيل عيّن أعضاءً من رتبه الخاصة في مجلس الأعيان. كان ثمة مجلس عموم منتخب أيضًا، والذي كان يضم نائبًا واحدًا عن كل 12.000 شخص في ألبانيا، ونائبًا واحدًا أيضًا عن المجتمع الألباني الأمريكي الضخم. أعلن مجلس الوصاية: «خالص الشكر للرئيس ويلسون لدفاعه عن حقوق الألبانيين. إنهم ما يزالون مقتنعين بأن الجمهورية الأمريكية العظيمة ستستمر في دعم مطالبهم الوطنية المشروعة».
أيدت الولايات المتحدة حدود ألبانيا الحالية، وفي ديسمبر من عام 1920 صارت عضوية ألبانيا كاملة في عصبة الأمم. أقامت الولايات المتحدة علاقات دبلوماسية مزدوجة مع ألبانيا رسميًا في عام 1922، مع وجود خطط بمنح امتيازات لشركات النفط الأمريكية. في فبراير من عام 1925، تولى أحمد زوغو رئاسة ألبانيا وأرسل فايق كونيكا بصفته السفير الألباني إلى واشنطن، وكان كونيكا أول ممثل رسمي (كان مكتبه الأول يقع في فندق مايفلاور في واشنطن العاصمة) للحكومة الألبانية في الولايات المتحدة. آنذاك، وقتما صار أحمد زوغو ملك الألبان في عام 1928، اعترفت الحكومة الأمريكية بالتحول السياسي بهدوء. كان حكومة الملك زوغ على صلة وثيقة بالولايات المتحدة. افتتح الملك زوغ مكتبًا للقنصل العام الألباني في نيويورك، والذي كان كذلك الممثل الألباني في منظمة المعرض العالمي، وافتتح أيضًا قنصلية في بوسطن. منذ أواخر عشرينيات القرن العشرين وبداية ثلاثينياته، كانت ثمة أربع معاهدات مزدوجة وإحدى عشرة اتفاقية متعددة الأطراف موقعة بين ألبانيا والولايات المتحدة.

### ألبانيا المحتلة (1939 – 1944)
دفع التأثير الإيطالي المتزايد في السياسة الألبانية السيناتور روبرت آر. رينولدز إلى زيارة تيرانا في عام 1937. لكن سرعان ما انقطعت العلاقات وقتما غزَت إيطاليا ألبانيا في أبريل 1939، ما استحث نقد انتقاد وزير الخارجية كورديل هال. أُغلقت المفوضية الألبانية في واشنطن رسميًا، وإن استمر هال في الدعم الأمريكي لتحرير ألبانيا. أثناء الاحتلال الألماني لألبانيا، أيدت الولايات المتحدة تقدمًا عامًا للألبان ضد محتليهم، لكن نفوذها العسكري كان ضعيفًا في البلقان. شجبت قيادة الحلفاء القوميين (بالي كومبيتار) بصفتهم متعاونين مع النازيين ودعموا الشيوعيين (حركة التحرير الوطنية) بالأسلحة، ما أدى إلى سيطرة الشيوعيين تدريجيًا على المقاومة الألبانية. في الرابع من مايو 1944، ابتعثت قوات حركة التحرير الوطنية مؤتمرًا إلى بيرميت، والذي منع الملك زوغ من العودة إلى ألبانيا، وألغى أيضًا كل المعاهدات الدولية الموقعة قبل الاحتلال.
نسق فريق أمريكي بريطاني مشترك معروف باسم الاتصال العسكري الألباني إغاثة المدنيين في ألبانيا المحررة. طلب أنور خوجة، زعيم الشيوعيين، أيضًا إرسال ممثل عسكري إلى واشنطن لتنسيق التعاون العسكري بين الولايات المتحدة وألبانيا. أراد أيضًا إرسال ممثل ماليّ لتنسيق المساعدة من الولايات المتحدة. أُرسلت مهمة أمريكية أيضًا إلى ألبانيا من قبل إدارة الأمم المتحدة للإغاثة والتأهيل.

### ألبانيا الشيوعية (1944 – 1992)
بعد تحرير ألبانيا، ساءت العلاقات الأمريكية الألبانية بسبب إصرار خوجة على إعادة أعضاء من بالي كومبيتار وليغاليتيتي للمحاكمة؛ وبدلًا عن ذلك، وضعتهم السلطات العسكرية للحلفاء في معسكر في سانتا ماريا دي لوكا. أعلن مدحت فراشيري، زعيم بالي كومبيتار، لاشرعية خوجة وأرسل رسالة نصت بأن يقام استفتاء نزيه «للمناطق التي تعود لنا نحن الألبان إثنوغرافيًا، لأنه لا ينبغي لألبانيا أن تنقسم إلى قسمين من أجل الإمبريالية والظلم». لكن السنوات الأولى من الحكم الشيوعي كانت بموافقة الحكومة الأمريكية، إذ أعلنوا جهارًا عن مبادئهم الديمقراطية وتقديرهم لحقوق الإنسان، وعقدوا انتخابًا عامًا في الثاني من ديسمبر 1945، والذي كسبت فيه جبهة التحرير الوطنية بنسبة 97%. مع ذلك، اعترف دول الحلفاء أخيرًا بحكومة أنور خوجة في 10 نوفمبر 1945. 
دخلت الحكومة الألبانية على جناح السرعة مدار الاتحاد السوفييتي، ما صعّب على أمريكا الحفاظ على موقفها. كان هذا غريبًا، نظرًا لكون العديد من أعضاء الحكومة الشيوعية تلقوا تعليمهم في الخارج، بما فيهم كوتشو تاشكو، الذي تلقى تعليمه في هارفارد. تدهورت العلاقات أكثر وقتما اتُهم المستشار الاقتصادي للمهمة الأمريكية، هاري تي. فولتز، وموظفو المهمة الأمريكية (الذين علمهم فولتز)، إلى جانب ممثلي إدارة الأمم المتحدة للإغاثة والتأهيل بتخريب مشروع تجفيف في بحيرة مالك. اعتبرت الولايات المتحدة الموقف غير مقبول وأرادت سحب المهمة، الأمر الذي حدث في الثاني من نوفمبر 1946. وجملة القول، كان قرار الانفصال عن ألبانيا يرجع في جزء كبير منه إلى عدم أهميتها لمصالح الولايات المتحدة السياسية أو الاقتصادية. كان الميزان التجاري الأمريكي في البلاد يبلغ 280.000 دولار أمريكي، في حين بلغت قيمة الأصول الإجمالية 1.3 مليون دولار أمريكي.
صارت أمريكا عدوانية تجاه نظام خوجة، إضافة إلى تحولها إلى الدعم غير المباشر لتقسيم ألبانيا، ما منح الحكومة الشيوعية سببًا لعدوانيتها. بعد حادث محرج نوعًا ما في عام 1947، استمر العداء المشترك بين البلدين، حتى بعد انتقال ألبانيا من الهيمنة اليوغسلافية إلى السوفييتية إلى الصينية. في الخامس من أكتوبر 1966، أوضح وزير الخارجية النمساوي، لوجو تونسيتش سورينج، أن ألبانيا أرادت مقابلة وزير الخارجية دين راسك. أشار الوزير تونسيك إلى توجهات خوجه بالنسبة له، قائلًا: «لقد أشار الألبان إلى رغبة في الاقتراب من الغرب لكن لا يظهر أنهم يجرؤون على اتخاذ أي مبادرة ويبدون خائفين من أن يصدهم الغرب». سأل تونسيتش الوزير عما إذا كان يتوقع أي تغيُر في موقف ألبانيا الدبلوماسي. خمن راسك أن الألبان يمكن أن يصبحوا قلقين في ظل احتكار الصين لهم وقال: «سيكون من عظيم خطأ الولايات المتحدة أن تحاول التحقيق في نوايا الألبان».

## مقارنة بين البلدين
هذه مقارنة عامة ومرجعية للدولتين:
| وجه المقارنة                                              | ألبانيا                                                    | الولايات المتحدة                                                                                                  |
| --------------------------------------------------------- | ---------------------------------------------------------- | --- |
| المساحة (كم2)                                             | 28.75 ألف                                                  | 9.83 مليون |
| عدد السكان (نسمة)                                         | 3.02 مليون                                                 | 311.58 مليون |
| الكثافة السكانية (ن./كم²)                                 | 105.04                                                     | 31.7 |
| العاصمة                                                   | تيرانا                                                     | واشنطن العاصمة |
| اللغة الرسمية                                             | اللغة الألبانية                                            | لغة إنجليزية |
| العملة                                                    | ليك ألباني                                                 | دولار أمريكي |
| الناتج المحلي الإجمالي (بليون دولار)                      | 13.04 مليار                                                | 19.39 تريليون |
| الناتج المحلي الإجمالي (تعادل القوة الشرائية) بليون دولار | 33.17 مليار                                                | 18.04 تريليون |
| الناتج المحلي الإجمالي الاسمي للفرد دولار أمريكي          | 3.94 ألف                                                   | 56.12 ألف |
| الناتج المحلي الإجمالي للفرد دولار أمريكي                 | 11.11 ألف                                                  | 54.63 ألف |
| مؤشر التنمية البشرية                                      | 0.764                                                      | 0.920 |
| رمز المكالمات الدولي                                      | +355                                                       | +1 |
| رمز الإنترنت                                              | .al                                                        | .us، حكومة، .mil، Edu.                                                                                            |
| المنطقة الزمنية                                           | توقيت وسط أوروبا، ت ع م+01:00، ت ع م+02:00، أوروبا/تيرانا ‏ | توقيت ساموا الأمريكية، توقيت أطلنطي موحد، منطقة زمنية وسطى، توقيت ألاسكا ‏، المنطقة الزمنية الجبلية، توقيت تشامرو ‏ |

## مدن متوأمة
في ما يلي قائمة باتفاقيات التوأمة بين مدن ألبانية وأمريكية:
- ترتبط تيرانا مع غراند رابيدز باتفاقية توأمة.
- ترتبط فلوره مع هوليوود باتفاقية توأمة.
- ترتبط فيير مع كليفلاند باتفاقية توأمة.

## منظمات دولية مشتركة
يشترك البلدان في عضوية مجموعة من المنظمات الدولية، منها:
| علم المنظمة | اسم المنظمة                               | تاريخ انضمام ألبانيا | تاريخ انضمام الولايات المتحدة |
| ----------- | ----------------------------------------- | -------------------- | ----------------------------- |
|             | منظمة حظر الأسلحة الكيميائية              | ?                    | ?                             |
|             | البنك الدولي للإنشاء والتعمير             | 15 أكتوبر 1991       | 27 ديسمبر 1945                |
|             | الاتحاد البريدي العالمي                   | ?                    | ?                             |
|             | منظمة التجارة العالمية                    | ?                    | ?                             |
|             | الأمم المتحدة                             | 14 ديسمبر 1955       | 24 أكتوبر 1945                |
|             | مؤسسة التنمية الدولية                     | 15 أكتوبر 1991       | 24 سبتمبر 1960                |
|             | مؤسسة التمويل الدولية                     | 15 أكتوبر 1991       | 20 يوليو 1956                 |
|             | يونسكو                                    | 16 أكتوبر 1958       | 4 نوفمبر 1946                 |
|             | الاتحاد الدولي للاتصالات                  | 2 يونيو 1922         | 1 يوليو 1908                  |
|             | منظمة الشرطة الجنائية الدولية             | ?                    | ?                             |
|             | وكالة ضمان الاستثمار متعدد الأطراف        | 15 أكتوبر 1991       | 12 أبريل 1988                 |
|             | المركز الدولي لتسوية المنازعات الاستشارية | 14 نوفمبر 1991       | 14 أكتوبر 1966                |
|             | حلف شمال الأطلسي                          | 1 أبريل 2009         | 4 أبريل 1949                  |
|             | منظمة الأمن والتعاون في أوروبا            | 19 يونيو 1991        | 25 يونيو 1973                 |

## أعلام
هذه قائمة لبعض الشخصيات التي تربطها علاقات بالبلدين:
- بليونا (14 مايو 1979 – )
- جيمس بيلوشي (ممثل كوميدي أمريكي ومغني، 15 يونيو 1954[34][35][36] – )
- ليف تايلر (1 يوليو 1977[37] – )
- ماسيلا لوشا (23 أكتوبر 1985[38] – )

## وصلات خارجية
- موقع وزارة الخارجية الألبانية
- موقع وزارة الخارجية الأمريكية